# 5 Flota Powietrzna (III Rzesza)
5 Flota Powietrzna (niem. Luftflotte 5) – związek operacyjny lotnictwa III Rzeszy z okresu  II wojny światowej, uczestniczył m.in. w agresji na Danię i Norwegię oraz ataku na Związek Radziecki. 
5 Flota Powietrzna utworzona została 12 kwietnia 1940 i tuż po utworzeniu zaangażowana do trwającego niemieckiego ataku na Danię i Norwegię. Liczyła w tym czasie 1000 samolotów, z czego 500 to samoloty transportowe Junkers Ju-52. Pomimo osiągnięcia pełnego panowania w powietrzu i odniesionego zwycięstwa w ataku na Norwegię Luftwaffe poniosła wysokie straty w postaci 242 samolotów. Straty aliantów wynosiły zaledwie 50 samolotów. 
Podczas bitwy o Anglię, 5 Flota Powietrzna z lotnisk w Danii i Norwegii miała wspierać 2 i 3 Flotę Powietrzną które atakowały Wielką Brytanię oraz blokować brytyjską bazę marynarki wojennej w Scapa Flow. W tym czasie 5 Flota Powietrzna miała na wyposażeniu m.in. 130 bombowców dalekodystansowych Focke-Wulf Fw 200, 30 myśliwców ciężkich Messerschmitt Bf 110 i 30 samolotów zwiadowczych Dornier Do 17.
Atak III Rzeszy i jej satelitów na Związek Radziecki spowodował, że 5 Flota Powietrzna licząca ponad 900 samolotów zabezpieczała działania bojowe niemieckiej Armii Norwegia i dwóch armii fińskich tzw. Armii Południowo-Wschodniej i tzw. Armii Karelskiej. 

## Dowódcy 5 Floty Powietrznej
- Erhard Milch (12 kwietnia 1940 – 9 maja 1940)[6]
- Hans-Jürgen Stumpff[7] (10 maja 1940 – 27 listopada 1943)
- Josef Kammhuber (27 listopada 1943 – 16 września 1944)